# Реутово (станція)
Реутово (рос. Реутово) — вузлова залізнична станція Горьківського напрямку МЗ, лінії МЦД-4 Московських центральних діаметрів, у місті Реутове Московської області. Входить до складу Московсько-Курського центру організації роботи залізничних станцій ДЦС-1 Московської дирекції управління рухом. За основним характером роботи є проміжною, за обсягом роботи віднесена до 3 класу.
Названа по селу Реутове, яке отримало статус робітничого селища в 1928 і статус міста — в 1940 році.
Станція є вузловою: на північ від головного входу відходить одноколійна тупикова електрифікована залізниця на Балашиху. На станції здійснюють оборот електропоїздів (одна пара на день).

## Історія
З 1960—1961 рр. до 1989 р було плановано побудувати станцію метро біля платформи «Реутове», але проект досі не реалізовано. Замість цього в 2012 році введена станція метро «Новокосино» Калінінського-Солнцевської лінії Московського метрополітену.
Влітку 2007 року була проведена реконструкція платформ із заміною асфальтового покриття на плитку і будівництвом нових навісів і кас.
Час руху від Москва-Пасажирська-Курська — близько 20 хвилин.
У 2014 році було розпочато, на дистанції Москва-Пасажирська-Курська — Железнодорожна, реконструкцію колійного розвитку станції і платформ, а також встановлення шумопоглинаючих екранів біля залізничних колій 
. 
У травні 2019 року було завершено будівництво та відкрито нові платформи, а також новий підземний перехід з касами та турнікетами 

. 
Нові платформи були побудовані за 300 м на захід від колишніх 
.
Наприкінці 2018 року на станції впроваджено «розумну» систему керуванням поїздів 
.
У жовтні 2019 року у східній частині станції було відкрито Реутівську естакаду, яка дозволила закрити завантажений переїзд 
.
У 2020 році там же, у східній стороні станції, але ближче до платформ, через існуючі колії була відкрита естакада для електропоїздів на Балашиху, яка дозволила їм вирушати без очікування через схрещування з поїздами на головному ходу 

.
17 вересня 2020 року формально відкрито зупинний пункт Реутов 
. 
У 2022 прийнято рішення про будівництво на станції нової тягової підстанції 
.

## Пересадки
- Новокосино
- Автобуси: 14, 15, 17, 28 (Балашиха), 723, 773